# Thailand Open

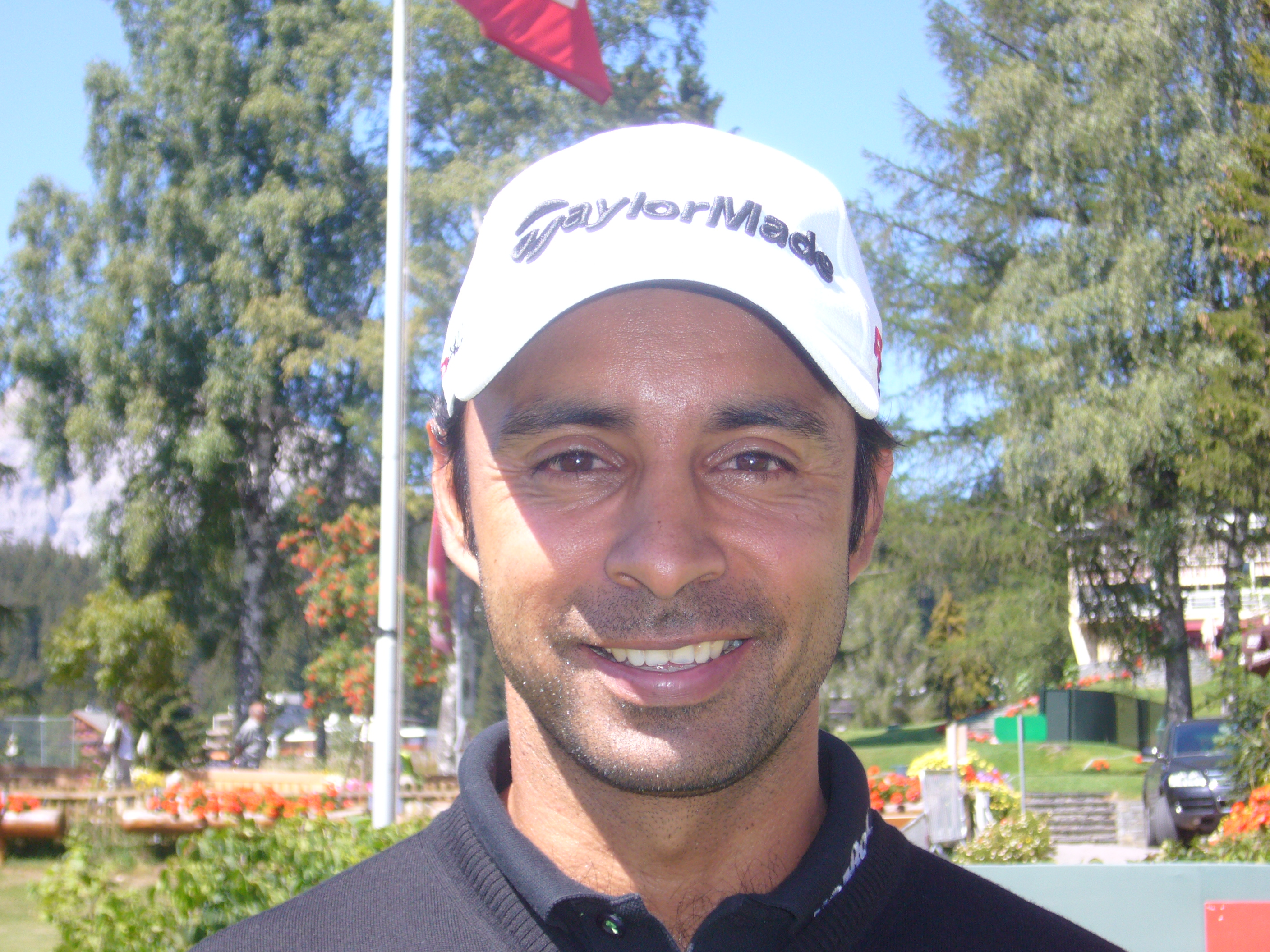
Winnaar 2009

Het Thailand Open is een internationaal golftoernooi dat deel uitmaakt van de Aziatische PGA Tour (Asian Tour).
De eerste editie van het Thailand Open vond plaats in 1965, en het toernooi heeft veertig jaar lang onder die naam bestaan. Alleen in 2001 en 2001 werd het toernooi geannuleerd. In 2005 werd Thai Airways bereid gevonden als hoofdsponsor op te treden, waarna weer drie seizoenen werden overgeslagen. 
In 2009 was het toernooi weer terug op de agenda, en werd het net als in 2005 op de Laguna Phuket Golf Club gespeeld. Winnaar was Jyoti Randhawa uit India, het baanrecord werd door zijn landgenoot Shiv Chowrasia tijdens de tweede ronde verbeterd met een score van 62. Het prijzengeld was US$ 500.000.
Vanaf 2010 behoort het toernooi bij de OneAsia Tour.

## Winnaars
| Thailand Open - 1965: Hsieh Yung-yo - 1966: Tadashi Kitta - 1967: Tomoo Ishii - 1968: Randall Vines - 1969: Hsieh Yung-yo - 1970: David Graham - 1971: Lu Liang-huan - 1972: Hsieh Min-nan - 1973: Graham Marsh - 1974: Tohihiro Hitomi - 1975: Howard Twitty - 1976: Ben Arda - 1977: Yurio Akitomi - 1978: Hsu Sheng-shan - 1979: Mike Krantz - 1980: Lu His-chuen - 1981: Tom Sieckmann - 1982: Hsu Sheng-shan - 1983: Chen Tze-ming - 1984: Lu Chien-soon | - 1985: Bill Israelson - 1986: Ho Ming-chung - 1987: Chen Tze-ming - 1988: Jeff Senior - 1989: Brian Claar - 1990: Lu Wen-teh - 1991: Suthep Meesawat - 1992: Boonchu Ruangkit - 1993: Craig Mann - 1994: Brandt Jobe - 1995: Todd Hamilton - 1996: Todd Barranger - 1997: Christian Chernock - 1998: James Kingston - 1999: Fran Quinn - 2000: Des Terblanche - 2001: Niet gespeeld - 2002: Niet gespeeld - 2003: Edward Loar - 2004: Boonchu Ruangkit | Thai Airways International Thailand Open - 2005: Richard Lee Singha Thailand Open - 2006: Niet gespeeld - 2007: Niet gespeeld - 2008: Niet gespeeld - 2009: Jyoti Randhawa Thailand Open - 2010: Wen-chong Liang - 2011: Andre Stolz - 2012: Chris Wood - 2013: Prayad Marksaeng |